# Dzerjinscoe
Dzerjinscoe, in russo Dzeržinskoe (Дзержинское), è un comune della Moldavia controllato dalla autoproclamata repubblica di Transnistria. È compreso nel distretto di Dubăsari.